# 1864 w sztukach plastycznych
Wydarzenia w sztukach plastycznych i wizualnych w 1864 roku.

## Malarstwo

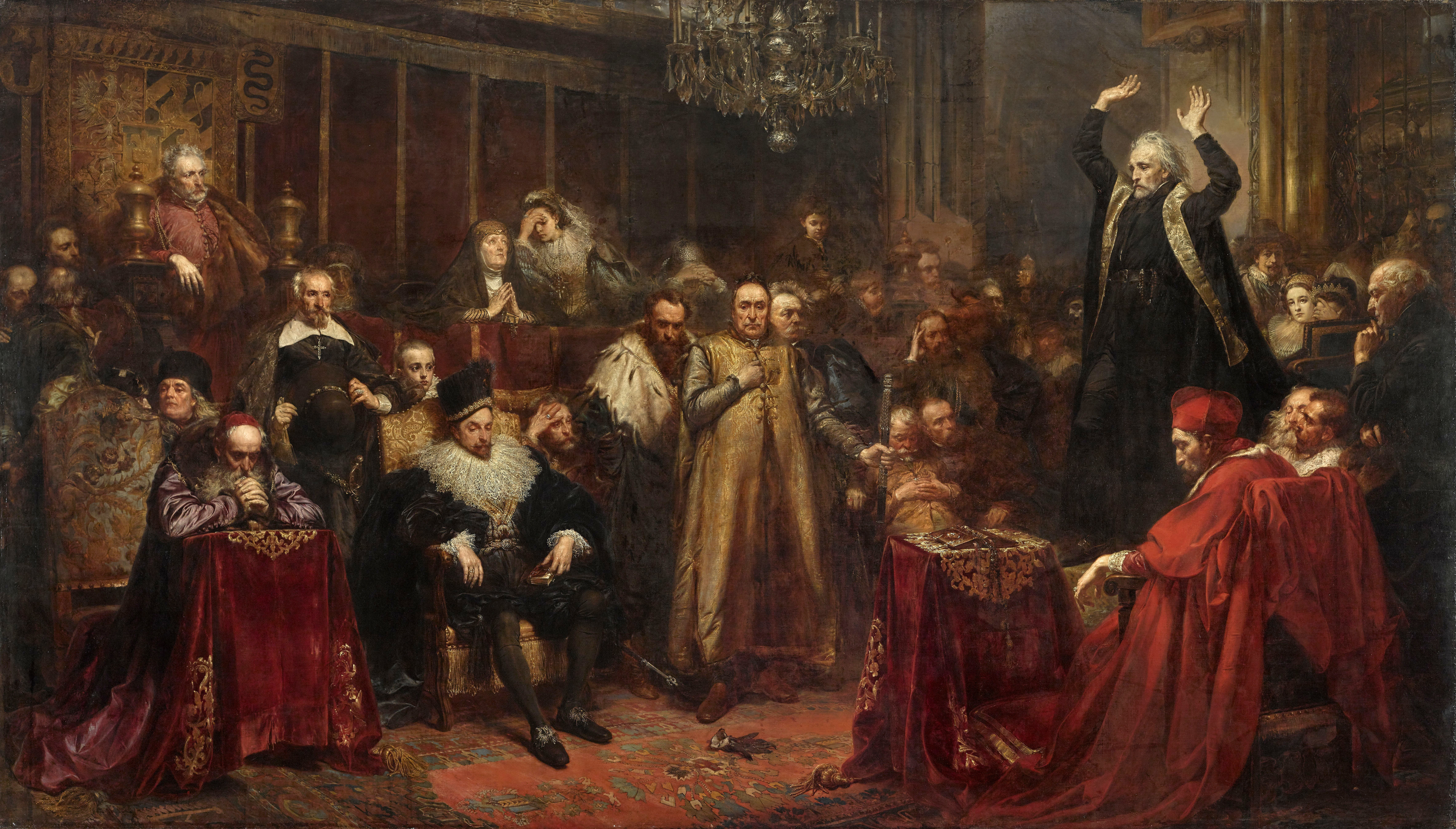
Jan Matejko Kazanie Skargi

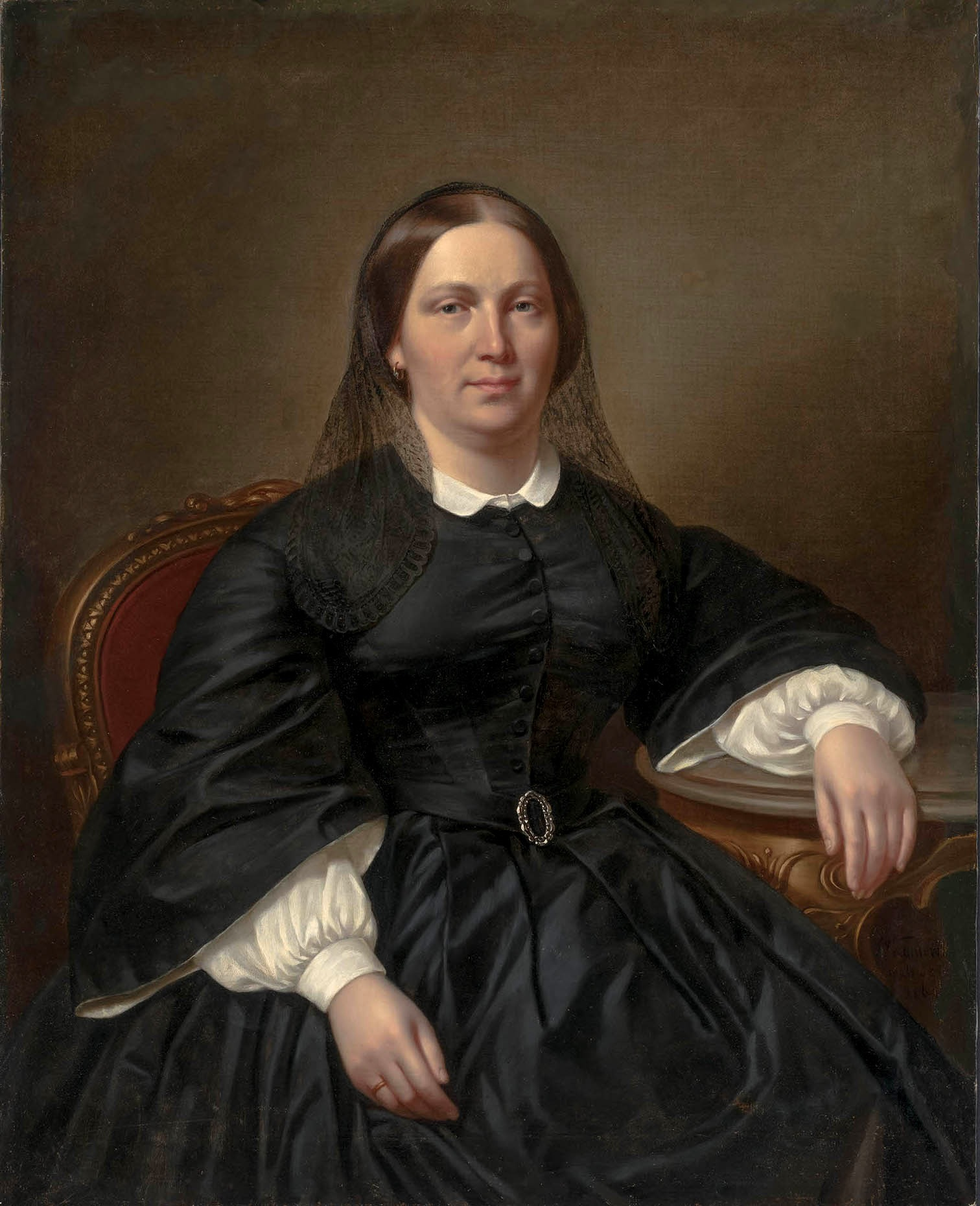
Jan Ksawery Kaniewski Portret pani Tabęckiej

- Artur Grottger

Portret Rozalii Matyldy Glaser – olej na płótnie, 118×99,5 cm
- Jan Ksawery Kaniewski

Portret pani Tabęckiej – olej na płótnie, 104×83,5 cm
- Aleksander Kotsis

Nucenia wiosenne – olej na płótnie, 54,5x78 cm
- Édouard Manet

Wyścig w Longchamp – olej na płótnie, 44x84 cm
Chrystus z aniołami – olej na płótnie
- Jan Matejko

Kazanie Skargi – olej na płótnie, 224 × 397 cm
- James McNeill Whistler

Księżna du Pay (1863-1864) – olej na płótnie 200x116 cm
Symfonia w bieli nr 2 – olej na płótnie, 76x51 cm
Kaprys w purpurze i złocie
- Gustave Moreau

Edyp i Sfinks – olej na płótnie, 206,4x104,8 cm

## Rzeźba
- Auguste Rodin

Człowiek ze złamanym nosem

## Urodzeni
- 1 stycznia – Alfred Stieglitzl (zm. 1946), amerykański fotografik, wydawca, marszand
- 8 grudnia – Camille Claudel (zm. 1943), francuska rzeźbiarka

## Zmarli
- 2 czerwca – Caroline Bardua (ur. 1781), niemiecka malarka
- 25 października – Karol Marconi (ur. 1826), polski malarz
- 29 października – John Leech (ur. 1817), angielski rysownik